# کلودیا گالی
کلودیا گالی (انگلیسی: Claudia Galli؛ زادهٔ ۳ اوت ۱۹۷۸) هنرپیشه اهل سوئد است. کلودیا در استکهلم متولد شد اما اکنون در مالمو اقامت دارد.